# RealFlow

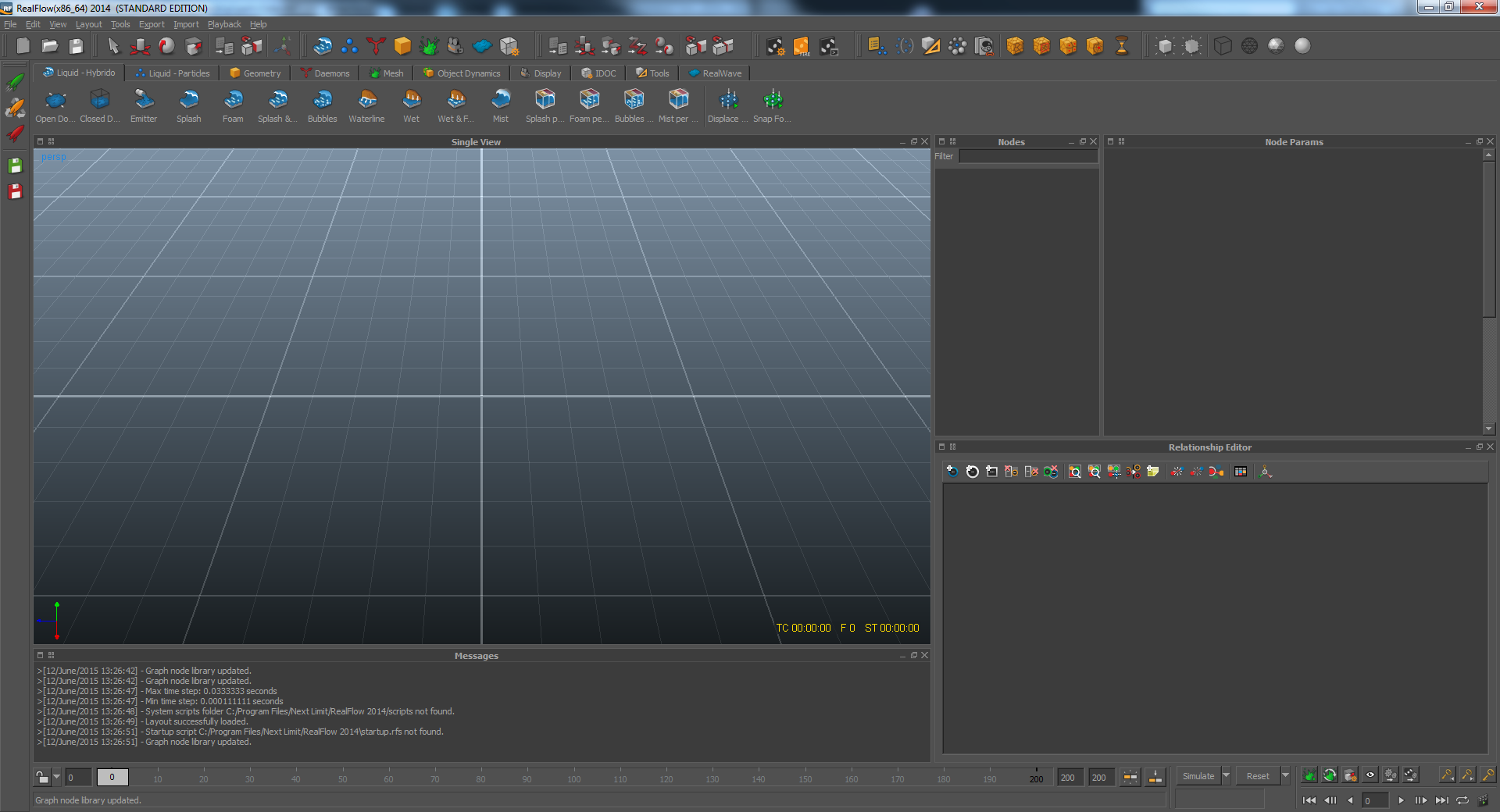

RealFlow es una herramienta de simulación de fluidos en 3D, desarrollado por Next Limit Technologies en Madrid, España. Este software puede ser utilizado solo o en conjunto con otras aplicaciones 3D. superficies de agua, interacción de fluidos con sólidos, cuerpos rígidos, mallas y cuerpos blandos. En 2008, Next Limit Technologies fue galardonado con el Premio al Logro Técnico por la Academia de las Artes y las Ciencias por el desarrollo del software RealFlow y su contribución a la producción de películas. En 2015, Next Limit Technologies anunciaron el lanzamiento de RealFlow Core para Cinema 4D.

## Visión general
Tecnología RealFlow utiliza simulaciones basadas en partículas. Estas partículas pueden ser influenciadas de diversas maneras por los nodos basados en puntos (daemons) que se puede hacer diversas tareas tales como simular la gravedad o recrear un movimiento de vórtice como de un tornado. RealFlow también puede simular colisiones e interacciones de cuerpo blando y rígido. La inclusión de secuencias de comandos Python y C ++ permite a los usuarios programar sus propias herramientas para mejorar las capacidades RealFlow, añadiendo de control para la mayoría de los aspectos del flujo de trabajo RealFlow incluyendo carreras por lotes, acontecimientos, daemons, olas y fluidos.
El RealFlow RenderKit (RFRK) es un conjunto de herramientas diseñadas para facilitar la prestación de fluidos. El RFRK permite la generación de la geometría de procedimiento en tiempo de render y la prestación de partículas de fluido individuales. Con esta interfaz, los fluidos pueden hacerse también en forma de espuma y de pulverización.
El 30 de julio de 2015 realflow 2015 fue lanzado al público. Las principales características de este importante lanzamiento incluyen: 
- Un aumento en la calidad de las simulaciones.
- Nuevos solucionadores DYVERSO y la aceleración de GPU.
- Direct-to-render función por medio de Maxwell Render ™.
- Interfaz de usuario mejorada
- Más controllabitlity: nuevos nodos splines, herramientas de texto, demonios FallOff, daemons de corona, y las hojas de cálculo
- solucionadores DYVERSO y mallas de rápida OpenVDB aceleran los tiempos de simulación de 10x.

## Plug-ins
Plug-ins de conectividad.
- 3ds Max

| Versión | Windows 32 | Windows 64 | OS X 32 | OS X 64 | Linux 32 | Linux 64 |
| ------- | ---------- | ---------- | ------- | ------- | -------- | -------- |
| 2013    | No         | Sí         | -       | -       | -        | -        |
| 2014    | No         | Sí         | -       | -       | -        | -        |
| 2015    | No         | Sí         | -       | -       | -        | -        |

- Cinema 4D

| Versión | Windows 32 | Windows 64 | OS X 32 | OS X 64 | Linux 32 | Linux 64 |
| ------- | ---------- | ---------- | ------- | ------- | -------- | -------- |
| R13     | Sí         | Sí         | No      | Sí      | -        | -        |
| R14     | Sí         | Sí         | No      | Sí      | -        | -        |
| R15     | Sí         | Sí         | No      | Sí      | -        | -        |

- Houdini (Production Bundles

| Versión     | Windows 32 | Windows 64 | OS X 32 | OS X 64 | Linux 32 | Linux 64 |
| ----------- | ---------- | ---------- | ------- | ------- | -------- | -------- |
| 13.0376     | Sí         | Sí         | No      | Sí      | Sí       | Sí       |
| 14.0.201.13 | No         | Sí         | No      | Sí      | No       | Sí       |

- Lightwave

| Versión | Windows 32 | Windows 64 | OS X 32 | OS X 64 | Linux 32 | Linux 64 |
| ------- | ---------- | ---------- | ------- | ------- | -------- | -------- |
| 11      | Sí         | Sí         | No      | Sí      | -        | -        |
| 11.5    | Sí         | Sí         | No      | Sí      | -        | -        |
| 11.6.3  | Sí         | Sí         | No      | Sí      | -        | -        |

- Maya

| Versión          | Windows 32 | Windows 64 | OS X 32 | OS X 64 | Linux 32 | Linux 64 |
| ---------------- | ---------- | ---------- | ------- | ------- | -------- | -------- |
| 2008             | Sí         | Sí         | Sí      | Sí      | Sí       | Sí       |
| 2009             | Sí         | Sí         | Sí      | Sí      | No       | Sí       |
| 2010/2011/2011.5 | Sí         | Sí         | Sí      | Sí      | No       | Sí       |
| 2012             | Sí         | Sí         | Sí      | Sí      | No       | Sí       |
| 2013/2013.5      | -          | Sí         | -       | Sí      | No       | Sí       |
| 2014             | -          | Sí         | -       | Sí      | -        | Sí       |
| 2015             | Sí         | Sí         | No      | Sí      | Sí       | Sí       |

Plug-ins de terceros
Next Limit enumera tres plugins 3 ª parte para IoSim, V-Motion y Wet Work.

## Historial de versiones
| 1998 | RealFlow 1.0 RealWave 1.0 RealFlow 1.2 |
| 1999 | RealFlow 1.3                           |
| 2000 | RealWave 2.0                           |
| 2001 | RealFlow 2.0                           |
| 2002 | RealFlow 2.5                           |
| 2004 | RealFlow 3.0                           |
| 2006 | RealFlow 4.0                           |
| 2010 | RealFlow 5.0                           |
| 2012 | RealFlow 2012                          |
| 2013 | RealFlow 2013                          |
| 2014 | RealFlow 2014                          |
| 2015 | RealFlow 2015                          |

## Características

### RealFlow
- Solucionador de partículas basado (líquido, gas, elástico y partículas)
- Interacción bitmaps
- Comportamiento costumbre de partículas
- UV datos y mapas de peso
- Mapeado de texturas UV
- Generador de malla automática
- Campos de fuerza
- Plugins Python / C++
- Característica Direct-to-render
- Mallado OpenVDB

### Hybrido
- Tecnología de solucionador de fluido híbrido es para simular grandes cuerpos de agua con efectos secundarios tales como salpicaduras, espuma, y la niebla

### Caronte
- Solucionador dinámico de cuerpos rígidos/blandos
- Mezclar animación y dinámicas

### RealWave
- Superficies de agua físicamente precisas.

### Python scripting / C++ plugins
- Daemons
- Olas
- Fluidos
- Eventos
- Correr por Lotes

### Dyverso Solvers
- Aceleración drástica en simulaciones
- Mallas en capas lisas.

## Uso en la industria
Películas
- Watchmen
- El Curioso Caso de Benjamin Botón
- Dr. Seuss' The Lorax

Serie de televisión
- Lost
- CSI
- Get Ed
- Roma
- U2/Green Day video: "The Saints are Coming"